# Шумков, Владимир Георгиевич
Владимир Георгиевич Шумков (4 августа 1933, Свердловск — 12 ноября 1994, Екатеринбург) — советский хоккеист, нападающий, вратарь. Заслуженный тренер РСФСР. Хоккейный функционер.

## Биография
Воспитанник свердловского спортклуба «Динамо», тренер — Георгий Фирсов. В сезонах 1954/55 — 1958/59 выступал за «Спартак» Свердловск, начинал играть на позиции нападающего. В 1956 году команда осталась без отчисленных за неоднократные нарушения спортивного режима обоих вратарей, и Шумков принял решение встать в ворота. Позже играл и был тренером в команде «Динамо» Свердловск.
Окончил Ленинградский институт физической культуры и спорта имени П. Ф. Лесгафта, трехкратный чемпион Ленинграда по хоккею. Работал тренером команд Уральского политехнического института, СК им. Урицкого (Казань) (1962—1965). Тренер (1965—1966), старший тренер (1970—1972, 1973—1975) «Спартака» / «Автомобилиста» Свердловск. Старший тренер тюменского «Рубина» (1979—1981).
Работал государственным тренером СССР по хоккею по Свердловской области, председателем областной федерации хоккея.
В переходном турнире чемпионата СССР 1989/90 «Автомобилист» выступал неудачно, и за 14 туров до конца соревнования вместо Александра Асташёва главным тренером клуба стал Шумков. Под его руководством «Автомобилист» одержал десять побед и сохранил место в высшей лиге.
Скончался 12 ноября 1994 года. Похоронен на Широкореченском кладбище Екатеринбурга. 8 октября 2013 года по адресу Посадская улица, 63 была открыта мемориальная табличка, посвящённая Владимиру Шумкову.